# روبرت براون
روبرت براون (1773-1858) (بالإنجليزية: Robert Brown)‏ هو عالم نبات اسكتلندي. وهو أحد علماء النظرية الخلوية والذي لاحظ وجود النواة في الخلية درس الطب في أدنبره وكان مهتما بالدراسات الطبيعية فاشترك في حملة فلندر إلى أستراليا سنة 1800 فجمع أربعة آلاف صنف من النباتات عاد إلى وطنه ، ألف براون كتابا في التاريخ الطبيعي لهولندا الجديدة وفان ديمن عند مدخل خليج أرافورا في المنطقة الشمالية من أستراليا وقد كان براون أول كاتب بريطاني يستعمل النظام الطبيعي في التصنيف بدلا من نظام لينيوس نسبة إلى كارولوس لينيوس السويدي.
اختير براون زميلا في الجمعية الملكية ثم أصبح قيما لقسم النبات في المتحف البريطاني . وقد لاحظ براون حركة الحبيبات الغروية في المحاليل وأطلق أسمه على هذه الحركة وسماها الحركة البراونية وقد أدى هذا الاكتشاف إلى توفير دليل علمي على البيئة الجزيئية للسوائل وإلى كشوف هامة أخرى وقد حصل براون على ميدالية كوبلي.

## مطلع حياته

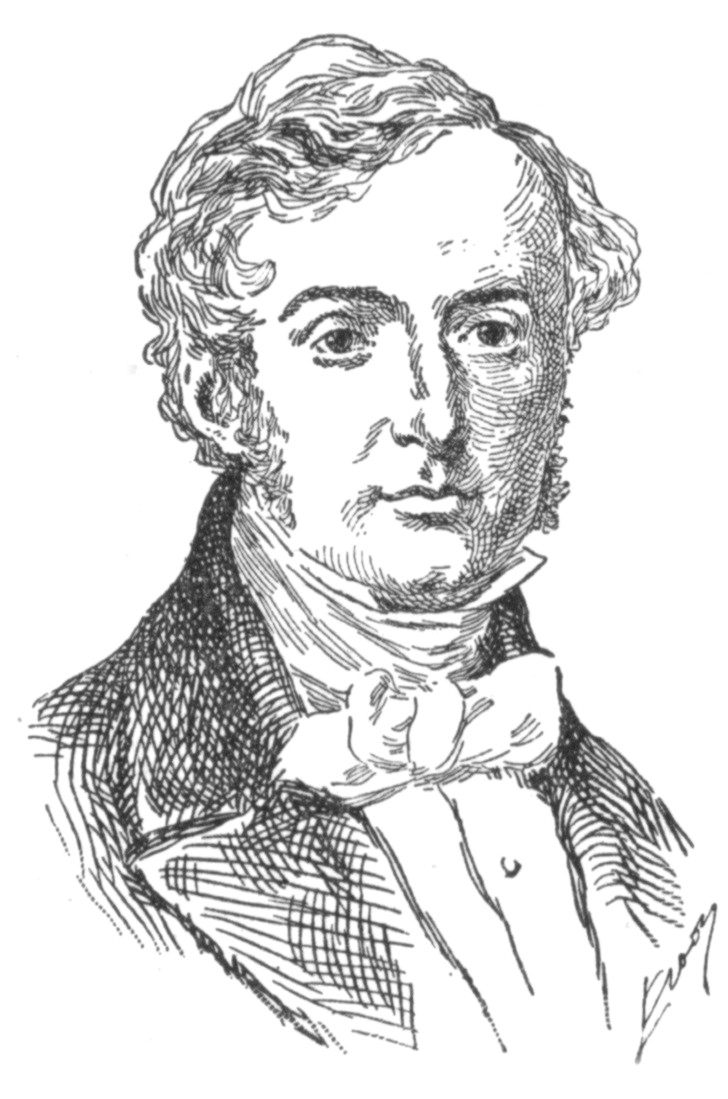
روبرت براون

وُلد براون في مدينة «مونتروز» يوم 21 ديسمبر عام 1773. كان والده «جيمس براون» قسًا بالكنيسة الأسقفية باسكتلندا، وكان مُدانًا بتأييده للحركة اليعاقبية بشكل قوي في عام 1788، إذ إنه رفض قرار الكنيسة بتقديم الولاء للملك «جورج الثالث». وكانت والدته «هيلين تايلور» ابنةً لقس مشيخي. درس براون في طفولته بمدرسة القواعد اللغوية بمدينته (وتُعرف الآن باسم اكاديمية مونتروز)، ودرس بعدها في كلية «ماريسكال» بمدينة «أبردين»، ولكنه تركها في السنة الرابع بسبب انتقال عائلته للعيش في مدينة «إدنبره» عام 1790. وفقد براون والده في السنة التالية.
التحق براون بجامعة إدنبره لدراسة الطب، ولكنه كان مهتمًا بعلم النبات، إذ قضى أغلب وقته في دراسة علم النبات بدلًا من دراسة الطب. حضر براون محاضرات «جون ووكر»، الذي قام بعدد من البعثات الاستكشافية للنباتات بالمرتفعات الاسكتلندية، بمفرده أو برفقه عدد من أصحاب المشاتل مثل «جورج دون»، وكتب ووكر عدد من الأوصاف الدقيقة الخاصة بعلم النبات على الأنواع التي اكتشفها. بدأ براون أيضًا بمراسلة «ويليام ويزيرينج» وجمع له العينات، والذي كان من رواد علماء النبات في ذاك الوقت. كان من أهم أعمال براون خلال هذه الفترة اكتشافه لأنواع جديدة من الأعشاب مثل «الثعلبة الألبينية»، وقرئت أولى أوراقه البحثية «تاريخ النباتات في أنغوس» بجمعية التاريخ الطبيعي بإدنبره في يناير عام 1792، ولكن لم تُنشر نسخة مطبوعه منها خلال حياة براون.
انقطع براون عن دراسته للطب في عام 1793. والتحق بأفواج الدفاع التابعة لمدينة «فايفشاير» في أواخر عام 1794، وأُرسل الفوج التابع له براون إلى أيرلندا فور التحاقه به. عمل براون مساعدًا للجراحين في البحرية الملكية في يونيو 1795. لم يواجه فوجه الكثير من الأحداث، وحصل براون على بعض من أوقات الفراغ، قضى أغلبها في دراسة علم النبات. لم يرض براون بحياة الترحال هذه، والتي منعته من بناء مكتبته الخاصة وجمع العينات كما كان يريد. ومنعته حياة الترحال هذه أيضًا من متابعة أغلب المُعشبات الهامة والذهاب للمكتبات.
كان براون مهتمًا بشكل خاص بالنباتات اللازهرية خلال هذه الفترة، وكانت هذه النباتات هي موضوع أول بحث يُنشر له، رغم أنه نُشر بدون اسم صاحبه. بدأ براون في مراسلة «جيمس ديكسون»، وأرسل له بعض العينات والمعلومات عن الطحالب. وأضاف ديكسون أوصاف براون بكتابه المسمى «كتاب النباتات اللازهرية البريطانية»، وذلك بعد أخذ الإذن من براون، ولكنه لم يضف اسمه بالكتاب.
حظى براون بمكانة مرموقة بين علماء النبات الأيرلنديين بحلول عام 1800، وكان يراسل عدد من علماء النبات البريطانيين والأجانب مثل «ويزيرينج»، وديكسون، «جيمس إدوارد سميث»، و«خوسيه كوريا دا سيرا». رُشح براون للجمعية اللينيانية اللندنية؛ فقد ساهم في كتاب ديكسون، وعُرف في عدد من الأعمال الأخرى أيضًا، وسُمي أحد أنواع الطحالب تيمنًا باسمه بواسطة «لويس ويستون ديلوين» وهو طحلب «الكونفيرفا البراونية». كان يجري براون تجاربه باستخدام المجهر أيضًا. كانت احتمالية لفت براون للأنظار كي يحصل على وظيفة في مجال علم النبات ضئيلةً، وذلك لأنه كان جراحًا بالجيش أثناء تواجده بأيرلندا وقتها.

## الرحلة إلى أستراليا على متن سفينة «المفتش»
في عام 1798، سمع براون بانسحاب المستكشف «مونغو بارك» من البعثة الاستكشافية لهولندا الجديدة (قارة أستراليا الآن)، وبالتالي ترك بارك مكانًا شاغرًا بالبعثة لعالم طبيعة. وبناءًا على طلب براون، كتب «كوريا» إلى السير «جوزيف بانكس» ليرشح براون ليشغل مكان بارك بالبعثة.
لم يُختير براون، ولم تقم هذه البعثة وفقًا لما هو مخطط، هذا بالرغم من إرسال «جورج كالي» إلى «نيوساوث ويلز» بأستراليا ليجمع بعض العينات النباتية لجوزيف بانكس. قدم «ماثيو فليندرز» عام 1800 اقتراحًا إلى بانكس بقيام بعثة استكشافية لتنهي الجدل القائم حول ما إذا كانت هولندا الجديدة جزيرةً واحدةً أو عدة جزر. وافق بانكس على اقتراح فليندرز في ديسمبر عام 1800، وكتب إلى براون يعرض عليه أن يكون عالم الطبيعة بالبعثة. ووافق براون على هذا العرض فورًا.

### الاستعداد للرحلة
أُخبِر براون أن يتوقع الإبحار بنهاية عام 1800، أي بعد بضع أسابيع من معرفته باشتراكه بالبعثة. ولكن تعطلت الرحلة حتى شهر يوليو عام 1801. قضى براون هذه المدة في التحضير للرحلة بدراسة العينات النباتية الأسترالية الخاصة ببانكس وكان ينسخ الملاحظات والأوصاف الخاصة بها ليأخذها معه في رحلته.
كانت مهمة براون جمع العينات العلمية من مختلف الأنواع، وطُلب منه أن يركز على النباتات، والحشرات، والطيور، وأن يهتم بالمجالات الأخرى مثل الجيولوجيا على أن تكون مهمةً ثانوية. بالإضافة لبراون، كان الفريق العلمي بالبعثة يضم كل من: الرسام النباتي الشهير «فرديناند باور»، والجنائني «بيتر غود» الذي كُلف بجمع النباتات الحية والبذور الصالحة للزراعة لزراعتها في حدائق النباتات الملكية «كيو»، وخبير التنقيب عن المعادن «جون آلين» الذي عُين باعتباره متخصصًا في المعادن، وفنان التصوير الطبيعي «ويليام ويستول»، وعالم الفلك «جون كورسلي» الذي أُصيب بالمرض خلال الرحلة وترك السفينة عند رأس الرجاء الصالح، ثم استُبدل في مدينة «سيدني» بعالم الفلك «جيمس إنمان». أُعطيت لبراون سلطة على «باور» و«غود»، وكُلف كل منهما بإعطاء أي عينات نباتية يحصلان عليها لبراون حتى لا تكون العينات في مجموعات منفصلة. وكان كل منهما رفيقًا نشيطًا ومجتهدًا لبراون، وبهذا تعتبر مجموعات العينات الخاصة ببروان محتويةً على عينات جُمعت بواسطتهم الثلاثة.

### جزر «ديزرتاس»، و«ماديرا» ورأس الرجاء الصالح
أبحرت سفينة البعثة التي سُميت «المفتش» يوم 18 يوليو. رست السفينة لفترة من الوقت بعد بلوغها اليابسة عند جزر «ديزرتاس» و«ماديرا»، ولكن كان براون محبطًا من هذا، إذ لم يتمكن من جمع أي عينات أو ملاحظات من هذه الجزر. وصلت البعثة إلى رأس الرجاء الصالح يوم 16 من أكتوبر، وبقت هناك لمدة تعدت الأسبوعين، وقام براون خلالها ببعثات استكشافية نباتية واسعة، وصعد جبل «تيبل» مرتين على الأقل. وبعد العديد من السنوات، كتب براون إلى «ويليام هنري هارفي» الذي كان يفكر في الهجرة هناك أن أفضل التجارب التي مرت عليه لدراسة النباتات كانت على «جبل الشيطان» بالقرب من مدينة «كيب تاون»، وأنه لم يحظ بمجال آخر للدراسة أكثر متعةً مما حظى به هناك. وكان من الأنواع النباتية التي جُمعت في رأس الرجاء الصالح النوعان الجديدان من جنس النباتات الزهرية المسمى بـ«السيروريات»، وهما النوع (S. foeniculacea) والنوع (S. flagellaris).

### أستراليا
وصلت «المفتش» عند مضيق الملك «جورج» الموجود في المنطقة المعروفة الآن بأستراليا الغربية في ديسمبر عام 1801. قام براون بالعديد من الأبحاث النباتية الواسعة بأستراليا لمدة ثلاثة أعوام ونصف، جمع خلالها قرابة 3400 نوع منهم 2000 نوع لم يُعرفوا من قبل. فُقد جزء كبير من مجموعته عند تحطم السفينة «بربوز» في طريقها لإنكلترا.
بقى براون في أستراليا حتى شهر مايو عام 1805، وعاد بعدها إلى بريطانيا حيث قضى خمسة أعوام أخرى في العمل على العينات التي جمعها خلال رحلته. نشر براون العديد من الأوصاف عن الأنواع النباتية التي اكتشفها؛ إذ اكتشف 1200 نوع من النباتات في أستراليا الغربية وحدها.

## روابط خارجية
- روبرت براون على موقع الموسوعة البريطانية (الإنجليزية)
- روبرت براون على موقع إن إن دي بي (الإنجليزية)